# Brett Leonard
Brett Leonard (* 14. Mai 1959 in Toledo, Ohio) ist ein US-amerikanischer Regisseur und Drehbuchautor.
Sein Debüt als Regisseur und Drehbuchautor gab er 1989 mit dem Horrorfilm Dead Pit. Drei Jahre später inszenierte er den Film Der Rasenmähermann, der auf einer Kurzgeschichte von Stephen King basiert. 1993 drehte er für Peter Gabriel das Musikvideo zu Kiss That Frog. Im selben Jahr drehte er auch mit Billy Idol. 1995 inszenierte er den Actionfilm Virtuosity mit Denzel Washington in der Hauptrolle. 2005 entstand Feed.
2007 drehte er die vierte Fortsetzung von Highlander – Es kann nur einen geben mit dem Titel Highlander – Die Quelle der Unsterblichkeit. Weitere Projekte, darunter auch ein Dokumentarfilm, folgten.

## Filmografie (Auswahl)
- 1989: Dead Pit (The Dead Pit)
- 1991: Der Rasenmähermann (The Lawnmower Man)
- 1995: Das Versteckspiel (Hideaway)
- 1995: Virtuosity
- 2005: Marvel’s Man-Thing (Man-Thing, Fernsehfilm)
- 2005: Feed
- 2007: Highlander – Die Quelle der Unsterblichkeit (Highlander – The Source)